# Good Thing (sång)
Good Thing skrevs av Pål Svenre och Rebecka Törnqvist, och sjöngs in av Rebecka Törnqvist själv på skivalbumet med samma namn 1995. Den släpptes också på singel , vilken blev en stor framgång och hamnade på Absolute Music 20 , samt nådde på 13:e plats på den svenska singellistan.
Melodin testades också på Trackslistan, vilket skedde efter sommaruppehållet den 26 augusti 1995 då låten gick in på 18:e plats . Men redan en vecka senare tvingades låten lämna listan .

## Listplaceringar
| Lista (1995) | Topplacering |
| ------------ | ------------ |
| Sverige      | 13           |